# 恋野村
恋野村（こいのむら）は、和歌山県伊都郡にあった村。現在の橋本市隅田町の南半、紀の川の左岸にあたる。

## 地理
- 山岳：七霞山
- 河川：紀の川、東ノ川、去年川

## 歴史
- 1889年（明治22年）4月1日 - 町村制の施行により、下上田村・中道村・赤塚村・恋野村・只野村・谷奥深村・彦谷村・須河村・南宿村・北宿村の区域をもって発足。
- 1954年（昭和29年）8月1日 - 隅田村と合併し、改めて隅田村が発足。同日恋野村廃止。